# Estación de Juvisy
La estación de Juvisy es una estación ferroviaria francesa de las líneas París - Burdeos y Villeneuve-Saint-Georges - Montargis, situada en la comuna de Juvisy-sur-Orge, en el departamento de Essonne, al sur de la capital. Desde el 2007 está conectada con la red de alta velocidad TGV.
Además, se configura como un importante nudo ferroviario en la red de cercanías al pertenecer a las línea C y línea D de la Red Exprés Regional más conocida como RER donde se configura como parte de los ramales C10 y D4.    

## Historia
Fue inaugurada el 20 de septiembre de 1840. Inicialmente, fue gestionada por la Compagnie du chemin de fer de Paris à Orléans hasta que en 1938 las seis grandes compañías privadas que operaban la red se fusionaron en la empresa estatal SNCF. 
El 26 de septiembre de 1979, la estación se integró dentro de la línea C del RER. 
El 24 de septiembre de 1995, pasó a formar parte también de la línea D del RER. 
Desde finales del 2007, está conectada con la red de alta velocidad TGV.

## Descripción
Se encuentra a unos 20 kilómetros al sur de París. Excluyendo las estaciones parisinas, es la estación de cercanías con más vías de la red con 13. Excepto una, todas poseen andén.
Dispone de dos accesos, uno por el vestíbulo principal de la estación y otro habilitado por un subterráneo que permite llegar hasta el último de los andenes centrales. 

## Servicios ferroviarios
- Trenes de cercanías: línea C y línea D. La línea C ofrece variaciones sustanciales en sus paradas dependiendo de si nos encontramos en hora punta o no.
- Trenes alta velocidad: TGV. Línea Brive-la-Gaillarde - Lille. (Un tren en cada sentido por día).